# Port of Spain

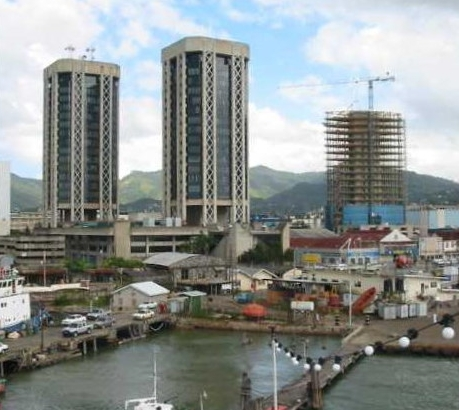
Přístav

Port of Spain (španělsky Puerto España) je hlavním městem Trinidadu a Tobaga a třetí největší obcí, po Chaguanas a San Fernando. Město má 49 031 obyvatel (sčítání lidu 2022) městskou populaci 544 949 (odhad 2022) a přechodnou denní populaci 250 000. Nachází se v zálivu Paria, na severozápadním pobřeží ostrova Trinidad a je součástí větší aglomerace táhnoucí se od Chaguaramas na západě po Arima na východě s odhadovanou populací 600 000.
Město slouží především jako obchodní a administrativní centrum a od roku 1757 je hlavním městem ostrova. Je také důležitým centrem finančních služeb v Karibiku a sídlí zde dvě z největších bank v regionu. Mezinárodní letiště Piarco je hlavním letištěm na ostrově a spojuje hlavní město s různými významnými světovými destinacemi.
Port of Spain byl také de facto hlavním městem krátce trvající Západoindické federace, která sjednotila Karibik.
Město je také domovem největšího kontejnerového přístavu na ostrově a je jedním z několika lodních uzlů Karibiku, které vyvážejí jak zemědělské produkty, tak průmyslové zboží. Předpostní karneval je hlavním každoročním kulturním festivalem a turistickou atrakcí města.
Dnes je Port of Spain předním městem v karibské oblasti. Trinidad a Tobago hostily v roce 2009 Pátý summit Ameriky, mezi jehož hosty byli americký prezident Barack Obama a americká ministryně zahraničí Hillary Clintonová.
Port of Spain je také domovem největší a nejúspěšnější burzy v Karibiku, Trinidad a Tobago Stock Exchange (TTSE). Mikulášská věž, stejně jako další mrakodrapy, jsou dobře známé v celém regionu. Tyto budovy dominují panoramatu města.

## Partnerská města
- Atlanta, Georgie, USA
- St. Catharines, Ontario, Kanada
- Georgetown, Guyana

## Rodáci
- Austin Stoker (1930–2022), trinidadsko-americký herec
- Stokely Carmichael (1941–1998), politik, lidskoprávní aktivista, organizátor afroamerického hnutí za občanská práva
- Nicki Minaj (* 1982), americká rapperka